# 老娘叫譚雅
《老娘叫譚雅》（英語：I, Tonya）是一部於2017年上映的美國傳記運動片，由克雷格·格里斯佩執導、史蒂芬·羅傑斯編劇。電影改編自1994年襲擊克里根事件，由瑪歌·羅比、賽巴斯汀·斯坦、茱莉安娜·妮克遜、鮑比·坎納瓦爾和艾莉森·珍妮主演。電影於2017年12月8日於美國上映。

## 剧情
1970年代，俄勒冈州波特兰，四岁的坦雅·哈定在暴虐的母亲拉沃娜的迫使下，踏上溜冰场。随着坦雅不断长大，拉沃娜带她离开学校，让她专心致志学溜冰。在教练黛安·罗林森的悉心教导下，坦雅成了美国数一数二的花样滑冰选手，但是“白色垃圾”的坏名声妨碍了她，比赛的服装都是自制，表演曲目都不按常规。
15岁时，坦雅不顾母亲的反对，结识了大她三岁的杰夫·葛路里，两人不久后同居，还结了婚。然而，杰夫肉体摧残坦雅，拉沃娜在旁嘲笑坦雅的选择，坦雅则责备拉沃娜的执念，说自己被击败也是活该的。坦雅和杰夫分手没多久，又重新点燃了关系。
坦雅成为首位在比赛中完成两个三周半跳的美国花样滑冰女选手。一次和戴安娜争执后，坦雅开除了她，雇多迪·蒂奇曼作为她的教练，备战1992年冬季奥林匹克运动会。然而，坦雅着地时摔倒，跌至第四名，她觉得是冰鞋刀片太松的问题，实际上，她经常和杰夫一醉方休，体重不知不觉间增加，身体失去了平衡性。落败的她当上了女侍应，之后在戴安娜的鼓舞下，她重新投入训练，征战1994年冬季奥林匹克运动会。坦雅探望了许久没见面的母亲，母亲告诉她，自己的每一分钱都花在了她的溜冰课，为的就是让她有朝一日成为冠军。
在波特兰受训时，坦雅突然收到了死亡威胁。为了报仇，杰夫派他的朋友和坦雅自行任命的保镖肖恩·埃克哈特，给坦雅的死对头南茜·克里根回寄一封死亡威胁信。不过，埃克哈特怕丢了颜面，便雇了两个混混去底特律，在克里根训练完后发动袭击。克里根的膝盖被谢恩·斯坦特打伤，两个混混不久后被逮捕。
埃克哈特在城里吹嘘自己的功劳时，很快被联邦调查局盯上。埃克哈特供出杰夫，杰夫知道埃克哈特不仅下令寄出死亡威胁信时，不禁捏了一把汗。在涉嫌袭击克里根的指控下，坦雅入选了国家队。意识到有朝一日组织会定她有罪，她联系了联邦调查局，供出杰夫和肖恩的罪行，肖恩在她探监时，给她出示了她手写给杰夫的供词，并跑到她家中偷袭。坦雅饶了他，但他表示会告诉当局她也了解袭击。
奥运会上，坦雅拿了第八名，克里根收获银牌。赛后，拉沃娜探望坦雅，捎了几句客气话。母亲最终表示以女儿为荣，会坚定站在女儿一边。但是母亲问女儿是不是真的对袭击事件一无所知时，女儿发现母亲身上藏着一台录音機，便把她赶出家。杰夫、埃克哈特和斯坦特全部被定罪，坦雅的审判推迟到奥运会之后。坦雅逃过牢狱之灾，被判三年缓刑，但要进行500个小时的社会服务，并缴纳10万美元罚金。坦雅被迫退出1994年世界花样滑冰锦标赛，永生不能踏足花样滑冰赛场。心如刀绞的她恳求法官判她坐牢，不要拿走她最心爱的东西，法官拒绝了。
杰夫知道自己毁了坦雅的职业生涯，改了名字并再婚。坦雅忍辱负重，成了一名拳击手。后来，坦雅再也没有联系过母亲。她虽然住在离华盛顿的杰夫不远的地方，两人没有接触。如今坦雅再度拥有了美满的婚姻，还有了七岁的儿子高登，她希望所有人都知道她是位好母亲。

## 演員
- 瑪歌·羅比 飾 坦雅·哈定
  - 麥肯娜·葛瑞絲 飾 年幼的坦雅·哈定
- 賽巴斯汀·斯坦 飾 傑夫·葛路里
- 艾莉森·珍妮 飾 拉沃娜·高登
- 茱莉安娜·妮克遜 飾 黛安·羅林森
- 凱特林·卡弗（英语：Caitlin Carver） 飾 南茜·克里根
- 寶珍娜·諾娃柯維克 飾 多迪·蒂奇曼
- 保羅·沃爾特·豪澤爾 飾 肖恩·埃克哈特
- 鮑比·坎納瓦爾 飾 硬拷貝製片人
- 丹·特安迪夫盧 飾 鮑勃·羅林森

## 製作

### 拍攝
主體拍攝在2017年1月下旬於喬治亞州、梅肯和梅肯體育館進行。

## 發行
電影於2017年9月8日的多倫多國際影展進行首映，並定於2017年12月8日於美國上映。

## 反響
在爛番茄上，本作基於293個專業影評給出90%的新鮮度，觀眾亦給出平均89%高評價。

## 榮譽
| 第71屆英國電影學院獎 | 最佳女主角                     | 瑪格·羅比                            | 提名 |
| 第71屆英國電影學院獎 | 最佳女配角                     | 艾莉森·珍妮                          | 獲獎 |
| 第71屆英國電影學院獎 | 最佳原創劇本                   | 史蒂芬·羅傑斯                        | 提名 |
| 第71屆英國電影學院獎 | 最佳服裝設計                   | 詹妮弗·詹森                          | 提名 |
| 第71屆英國電影學院獎 | 最佳化妝髮型                   | 黛博拉·拉·米婭·德納弗和阿德魯伊塔·李 | 提名 |
| 第75屆金球獎         | 最佳音樂及喜劇電影             | 《老娘叫譚雅》                       | 提名 |
| 第75屆金球獎         | 最佳音樂及喜劇類女主角         | 瑪格·羅比                            | 提名 |
| 第75屆金球獎         | 最佳劇情類、音樂及喜劇類女配角 | 艾莉森·珍妮                          | 獲獎 |
| 第90屆奧斯卡金像獎   | 最佳女主角                     | 瑪格·羅比                            | 提名 |
| 第90屆奧斯卡金像獎   | 最佳女配角                     | 艾莉森·珍妮                          | 獲獎 |
| 第90屆奧斯卡金像獎   | 最佳剪輯                       | 塔蒂亞娜·S·里格爾                    | 提名 |